# Pioneers Football Club
Maillots
Pioneers Football Club est un club de football irlandais basé à Dublin. Entre 1922 et 1926 il dispute le Championnat d'Irlande de football. Depuis 2009 il renait de ses cendres pour jouer en Leinster Senior League.

## Histoire

### Les débuts
On connait peu de choses sur les débuts des Pioneers. En 1921-1922, le club dispute la Leinster Senior League, compétition dans laquelle concours les équipes réserves de clubs du championnat irlandais comme Shamrock Rovers, Bohemian FC, St James's Gate, Bray Unknowns, Shelbourne United, Midland Athletic, Brooklyn FC.

### En championnat d'Irlande
En 1922, pour sa deuxième édition, le Championnat d'Irlande décide d'augmenter le nombre de participants de huit à douze clubs. les Pioneers font partie des nouveaux venus. Ils sont alors six à faire leur apparition dans le championnat : outre les Pionners, on trouve les Shamrock Rovers, Shelbourne United, Rathmines Athletic, Athlone Town et Midland Athletic. Le club dispute alors quatre saisons de suite le championnat avec des fortunes diverses. Pioneers termine à la huitième place la première année, à la neuvième la seconde et les deux dernières à la dixième place. Le club échoue à être réélu au sein du championnat au terme de la saison 1925-1926 et quitte ainsi définitivement l'élite du football irlandais. Il y est remplacé par le Dundalk Football Club,
Lors des mêmes saisons, les Pioneers disputent la Coupe d'Irlande. Leur meilleur résultat est un quart de finale lors de l'édition de 1924-1925.

### Pioneer XI contre Gallia Club
En 1923, le Gallia Club, un club de Paris vient en tournée à Dublin et dispute deux matchs contre les Bohemians et contre les Pioneers. Cette tournée marque la reconnaissance officielle de la Fédération d'Irlande de football par la Fédération française de football. Le premier match de la tournée se solde le 31 mars par un match nul 1-1 cotre les Bohs à Dalymount Park. Le lendemain, dans le même stade, le gallia Club rencontre les Pioneers. Le match se termine là encore une un match nul, mais sans qu'un seul but ne soit marqué.
À l'origine ce match devait opposer le Gallia Club à une sélection irlandaise. Mais comme la FFF refusait d'avaliser un match contre une sélection, le choix s'est tourné vers les Pioneers. Pour l'occasion, l'équipe dublinoise se révèle néanmoins entièrement composée d'éléments étrangers au club, une réelle sélection issue des équipes du championnat. Parmi ces joueurs invités on retrouve : Frank Collins, Ernie McKay, Charlie Dowdall, Ned Brooks, Bob Fullam et Christy Robinson,